# Willa Moritza Cohna we Wrocławiu
Willa Moritza Cohna – willa znajdująca się przy ulicy Powstańców Śląskich 202 we Wrocławiu.

## Historia posesji i kamienicy

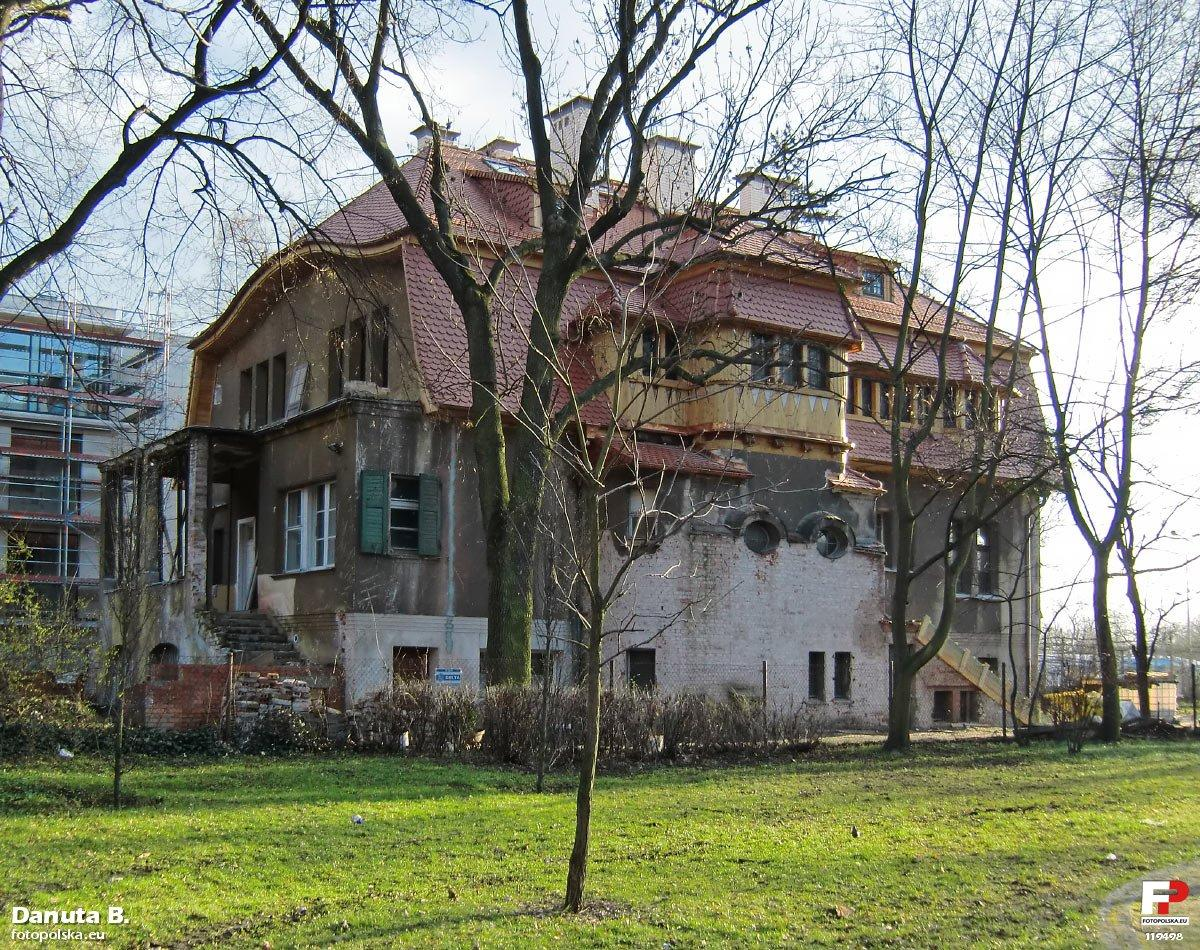
Willa widoczna od strony północnej

Budynek wolnostojący został wzniesiony na działce znajdującej się przy zachodniej granicy Parku Południowego, przy dawnej ulicy Kaiser Wilhelmstrasse (obecnie Powstańców Śląskich), od której oddzielało go założenie ogrodowe. Od południa graniczy z dawną willą Schellera. Osiedle Borek, w granicach którego znajduje się willa Moritza Cohna, zostało przyłączone do miasta Wrocław w 1897 roku, a ulica Kaiser Wilhelmstrasse stawała się jedną z najbardziej reprezentatywną ulicą miasta, przy której wznoszono okazałe wille i kamienice. Po wschodniej stronie ulicy znajdował się Park Południowy założony w 1892 roku.       
O prestiżu budynku, jak i zamożności właściciela może świadczyć fakt, że willa została zaprojektowana przez braci Ehrlichów, wrocławskich architektów żydowskiego pochodzenia, będących bardzo popularnych w kręgach żydowskich inwestorów. Jego zleceniodawcą był bankier i kupiec Moritz Cohn (1856–1941), współwłaściciel firmy "Geschwister Trautner Nachfolger", której produkty sprzedawane były w ich domu handlowm "Trautner", mieszczącym się w kamienicy nr 49 przy wrocławskim rynku. 
Willa została zaprojektowana w 1905 roku. Według Marty Kowalskiej willa należała do właściciela Moritza Cohna do 1945 roku, jednakże z innych źródeł wynika, że Cohn w 1939 roku wraz z rodziną wyemigrował do Ameryki Południowej, do Buenos Aires gdzie zmarł w 1941 roku. Po zakończeniu działań wojennych w 1945 roku w willi zamieszkała rodzina Walkowicz, a jej wnętrza zostały podzielona na kilka mieszkań. 

## Opis architektoniczny
Willa została wzniesiona na planie wydłużonego prostokąta, w trzytraktowym układzie wnętrz. W środkowym trakcie zaprojektowano duży hol z otwartą klatką schodową połączoną sienią z wejściem głównym do budynku znajdującym się w północnej fasadzie. Klatka była drewniana trójbiegowa z barierką tralkową. Na zewnątrz budynku znajdowała się druga klatka pomocnicza o metalowej konstrukcji i drewnianych stopniach. Pierwotnie łączyła wszystkie kondygnacje, po przebudowach łączy przyziemie z parterem i I kondygnację z poddaszem. W trakcie frontowym znajdowała się jadalnia z werandą oraz sąsiadująca z nią kuchnia oraz pomieszczenia pomocnicze. W trakcie tylnym umieszczony był pokój dzienny i bawialnia dla dzieci, a oba pomieszczenia miały wspólny taras o zaokrąglonych narożach z zejściem do ogrodu. Na drugiej kondygnacji, częściowo ukrytej pod dachem, znajdowały się pomieszczenia sypialne, łazienka pokój guwernantki i pokój gościnny; w sutenerze znajdowały się pomieszczenia gospodarcze oraz mieszkanie portiera.    
Bryła budynku jest nieregularna, nakrytą obszernym dachem mansardowym z łukowo wygiętymi liniami okapów naczółków. W połaciach dachu znajdują się różnej wielkości i kształtów lukarny. Do budynku dołączono kilka dobudówek, m.in. od strony północnej dobudowano sień wejściową, w części dachowej wykonaną z drewna nakrytą również dachem mansardowym. Od strony frontowej dobudowano werandę zadaszoną drewnianymi balkonami, do których dostęp jest z pokoi na poddaszu. Zachodnia fasada wzbogacona jest tarasem otoczonym murowaną balustradą. Ponadto w elewacji widoczne są wykusze okienne: na pierwszej kondygnacji jedno zarysowane na planie łuku, a na drugiej dwa trójboczne wykusze oświetlające pokoje. W elewacji południowej znajduje się owalny wykusz z oknem o kształcie inspirowanym tradycyjnym oknem termalnym. Budynek w swojej formie mieszał style klasycyzmu i naradzającego się wówczas modernizmu i nawiązywał do wiejskiego budownictwa "rodzimego" typu Landhaus. Domy tego typu powstawały głównie na osiedlu Borek, Zacisze i Karłowice.       

## Po 1945 roku
Kamienica przetrwała działania wojenne w 1945 roku. Została zamieszkana przez rodzine Walkowicz. Obecnie dom jest główną siedzibą konsorcjum Delta Security Group (Delta Security Sp. z o.o., Delta Business Service Sp. z o.o, European Security Academy, E.S.A. Consulting).  